# Excuse Me (film 1915)
Excuse Me è un film del 1915 diretto da Henry W. Savage e distribuito dalla Pathé Exchange, che aveva come interpreti George F. Marion, Geraldine O'Brien, Vivian Blackburn, Robert Fischer, Harrison Ford.
Il soggetto si basa sull'omonimo lavoro teatrale di Rupert Hughes, andato in scena in prima a New York il 13 febbraio 1911: racconta di un ufficiale di marina, Harry Mallory e della fidanzata Marjorie Newton, che passano gran parte del film a cercare un pastore per potersi sposare prima che Harry salpi con la sua nave per una nuova destinazione. Nel 1925, Hughes sceneggiò la commedia per lo schermo in un remake dallo stesso titolo (in Italia, Scusatemi tanto!).

## Trama
Il giovane Harry Mallory è un ufficiale di marina che è fidanzato con Marjorie, ragazza della buona società, e spera di sposarla prima possibile. Gli arriva l'ordine di presentarsi subito sulla nave perché deve imbarcarsi per le Filippine. Harry pensa che le isole siano il posto ideale per una luna di miele e chiede a Marjorie di sposarlo senza perder tempo. Lei alla fine accetta. Dopo essere stati all'ufficio per le licenze matrimoniali, cercano un pastore che li possa sposare e salgono sul treno per San Francisco dove dovrebbero imbarcarsi per andare alle Isole. Se Harry perde la nave, andrà sotto corte marziale.

## Produzione
Fu prodotto da Henry W. Savage e dalla sua casa di produzione, la Henry W. Savage Inc.

## Distribuzione
Il copyright del film, richiesto dalla Henry W. Savage, Inc., fu registrato l'11 dicembre 1915 con il numero LP7404.

Il film venne distribuito dalla Pathé Exchange (con il nome Gold Rooster Plays), uscendo nelle sale statunitensi il 31 dicembre 1915.

### Conservazione
Copia completa della pellicola si trova conservata negli archivi del Museum Of Modern Art di New York.